# 신지호 (호수)
신지호(일본어: 宍道湖 신지코[*])는 시마네현 마쓰에시, 이즈모시, 히카와군 히카와정에 걸쳐있는 호수이다. 일본 호소수질보전특별조치법에 지정된 호수 중 한곳이다.

## 지리
시마네현 동북부에 위치하고 있다. 면적은 일본 국내에서 7번째로 크며, 시마네현과 돗토리현의 경계에 위치한 나카우미호와 이어져 있다. 시마네 현내에서는 나카우미호에 이어 두 번째로 크다. 모양은 동서의 길이가 긴 직사각형 형태를 띠고 있으며 동서는 약 17 km, 남북은 약 6 km, 둘레 47 km에 이른다. 호수 면적에 반 정도가 수심 5 m 이상으로 호수 바닥은 대체로 평탄하다.
저질은 연안부의 100~200 m가 모래와 사양토로 구성되어 있으며, 이 이외는 대부분 진흙으로 구성되어 있다. 투명도는 1.0 m로 부영양화가 진행되고 있다. 호수안의 섬은 요메가시마섬만 있다.
유입하천은 히이강 등이 북쪽에서 유입되는 것을 비롯, 서쪽과 남쪽에서도 20여개 하천이 유입되고 있지만, 주로 유출하천은 동쪽 끝에 위치한 오하시강으로 나카우미 호로 흐르고 있다.
신지호 동북부에 위치한 사다강은 18세기 후반에 굴삭한 배수용 인공운하로 동해로 빠져나가고 있다.

## 생태
신지호의 주변 호안에는 갈대가 자라는 것 외에도 파래 등의 해조도 자라고 있다. 신지 호는 철새들의 보금자리로 240종이상의 조류가 살고 있다. 특히 기러기, 오리 등은 매년 4만 마리 이상 찾아오고 있으며, 그 중에서도 댕기흰죽지가 2만 마리 이상, 검은머리흰죽지가 5천 마리 이상 찾아오고 있는 것으로 확인되었다. 쇠기러기, 댕기흰죽지, 검은머리흰죽지에 있어서는 전 세계의 물새 한 종류의 개체수로는 1% 이상을 점하고 있다. 이들 철새들의 먹이가 되는 농어, 숭어, 뱅어, 빙어 등의 어류와 기수재첩, 기수갈고둥, 기수우렁이 등의 조개류가 살고 있다. 2005년 11월 1일 신지 호 국가지정 조수보호구로 지정되어 같은 해 11월 8일 인접한 나카우미 호와 함께 람사르 협약에 등록되었다. 아울러 조수보호구의 면적은 7,851 ha이며 그중 특별보호지구는 7,652 ha이다.